# Convair F-106 Delta Dart

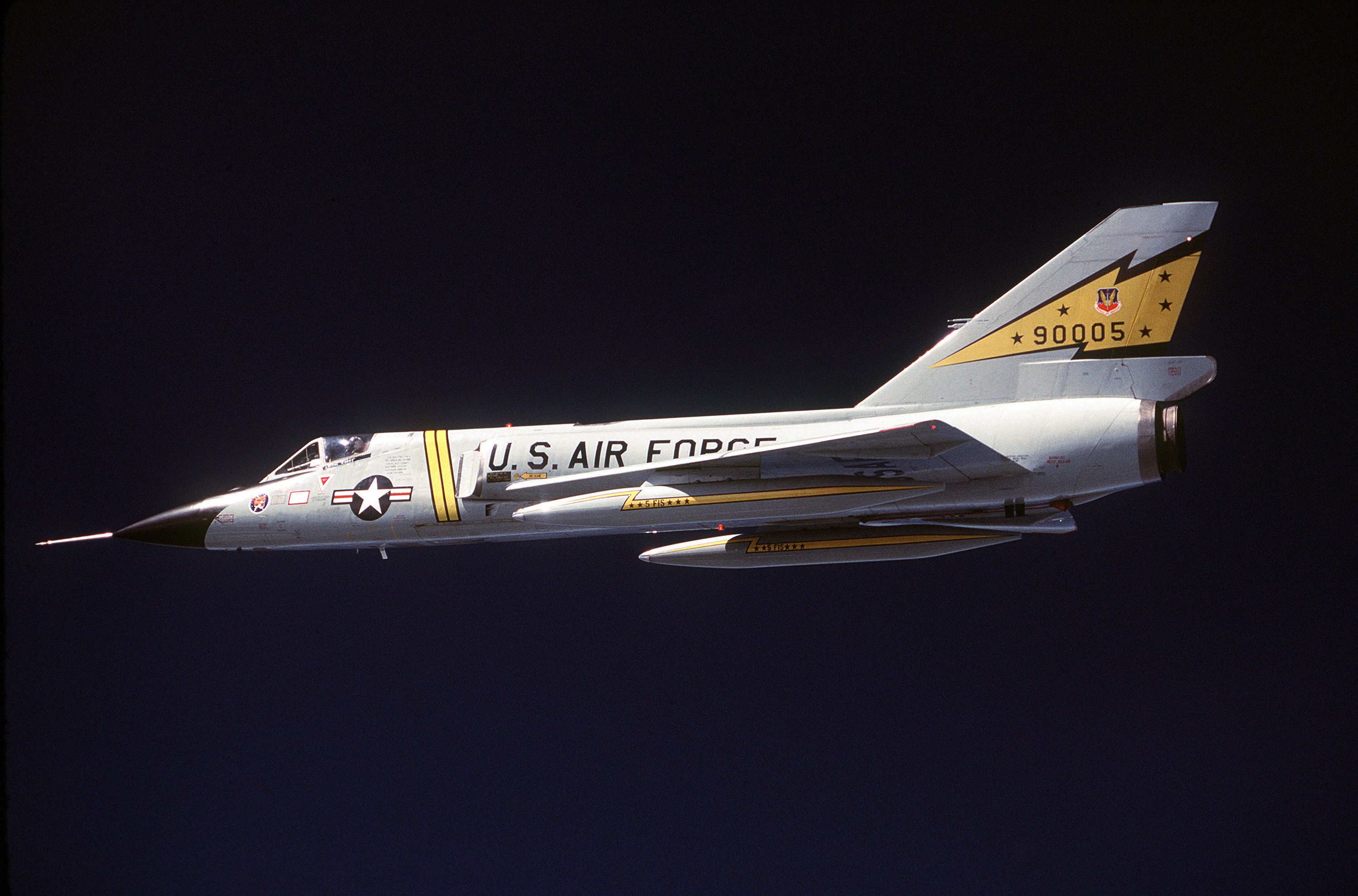
Um Convair F-106 Delta Dart

O Convair F-106 Delta Dart foi o principal avião interceptor de todas as condições meteorológicas da Força Aérea dos Estados Unidos desde a década de 1960 até a década de 1980. Desenhado como o chamado "Ultimate Interceptor", provou ser o último interceptor dedicado no serviço da Força Aérea dos EUA até à data.